# Konung Haakons mottagning i Kristiania
Konung Haakons mottagning i Kristiania je švédský němý film z roku 1905. Producentem je N. E. Sterner. Film trvá zhruba 5 minut a premiéru měl 29. listopadu 1905.

## Děj
Film zachycuje příjezd norského krále Haakona VII. do Kristiánie (nyní Osla), ke kterému došlo 25. listopadu 1905 po rozpadu Švédsko-norské unie za účasti velkého davu oslavujících lidí.